# Рудский сельсовет
Рудский сельсовет (бел. Ру́дскі сельсавет) — административная единица на территории Ивановского района Брестской области Республики Беларусь.

## Состав
Рудский сельсовет включает 16 населённых пунктов:
- Бошня — деревня.
- Гневчицы — деревня.
- Загута — деревня.
- Зарудье — деревня.
- Конотоп — деревня.
- Крытышин — агрогородок.
- Кужеличин — деревня.
- Морозы — деревня.
- Переруб — деревня.
- Пешково — деревня.
- Рагодощь — деревня.
- Радовня — деревня.
- Рудковка — деревня.
- Рудск — агрогородок.
- Сухое — деревня.
- Франополь — деревня.